# 走馬灯株式会社
『走馬灯株式会社』（そうまとうかぶしきがいしゃ）は、菅原敬太による日本の漫画作品。漫画アクションで不定期に連載された。

## 概要
ふとしたことから自分の人生を振り返る事ができる場所「走馬灯株式会社」に迷い込んだ人物がDVDに記録された自分のこれまでの人生を観たことで不思議な出来事に巻き込まれていく。各エピソ－ドの多くは前後編となっているが、時折1話で完結するものや3話以上にまたがって展開されるものもある。各エピソードはサスペンス、ホラー、ハートウォーミングなどさまざな路線のストーリーが展開されている。特定の主人公は設定されず、走馬灯株式会社主任の神沼もいわゆる狂言回しとしての登場となっている。
2012年7月に香椎由宇主演でテレビドラマ化された。

## 登場人物
神沼（かみぬま）
「走馬灯株式会社主任」の肩書を持つ謎の女性。走馬灯株式会社に迷い込んだ者に自らの人生が記されたDVDの映像を視聴させる。黒縁のメガネを着用し知的でクールなルックスの美人。あまり自分の感情を表わさない。不意に男に襲われてもあっという間に相手の男をねじ伏せるほどの体術の技量を持つ。
数十年前の走馬灯株式会社でも同じ姿で接客を行っているが、不老の存在なのかは不明（走馬灯株式会社は過去の時空に対しても出現するため）。
基本的には走馬灯株式会社に迷い込んだ人間に対して寛容に接しており、状況に応じて薬や道具類なども提供する。

### ゲストキャラクター
杉浦克巳（43）
第一話・第二話主役。
数年前に幼い娘を事故で亡くし、妻も後を追うように病死。さらには自分も職を失い、途方に暮れながら訪れた家族との思い出の地で走馬灯株式会社に辿り着く。
走馬灯株式会社に対して初めは半信半疑だったが、次第に人生を観ることを楽しむものの、自分が封印してきた事実を目の当たりにする。
平凡ながらも幸せな結婚生活に満足していたが、部下の野々村玲子に押しきられて一夜の過ちを犯し、それをネタに不倫の継続や離婚を強要された結果、玲子を崖から海へ落として殺害したことを突きつけられる。さらに神沼から渡された「特典ディスク」は、玲子の視点での映像が記録されており、崖から落とされた玲子は死亡しておらず、その後に玲子が復讐のために杉浦の娘と妻を殺害したことを知る。そして特典ディスクの最後に映る映像を見た杉浦は、自分が玲子から逃れることができないことを悟る。
テレビドラマ版では、杉浦が部分的記憶失に陥っている、玲子に対して会って早々性的な目で見ており杉浦自ら半ば無理やりに関係を持った、杉浦に娘がいない、玲子が杉浦の妻を手にかける際の方法など、いくつかの描写に差異があるが、ストーリー展開は原作とほぼ同様である。
大崎拓也（34）
第三話・第四話主役。元ストリートミュージシャン。
公園で女性の鞄を置き引きし、逃走している最中に走馬灯株式会社に辿り着く。
鞄を奪った後、鞄の中にあった携帯電話の着メロとストラップ、その携帯電話にかかってきた電話から鞄の持ち主の女性・町田加奈が自分のファンだったことを知り、また自分の人生の映像の中に加奈を発見し、自分を健気に応援してくれていた人の人生を知りたいとの思いから神沼に申し出て、加奈の人生の映像を視聴する。
加奈の人生が映ったディスクを観るうち、大崎が音楽活動を行わなくなってから以降も加奈は大崎を応援しようと大崎本人を探していること、鞄の中の現金は加奈が大崎のCDを手売りして歩いた際の売上の金銭であること、加奈が鞄を盗んだ者を追いかけた際に階段から転げ落ちて頭を強く打ち、大崎と携帯電話で会話した時間帯には死亡していたことを知る。自分が行ったことの重大性に気づいた大崎は警察に自首する。
安達唯奈（24）
第五話・第六話主役。OL。
亡くなった唯奈の父親の霊が見えると話す男性・志村俊一と交際している。里帰りの最中に訪れた丘で足を滑らせて丘から転落、意識を失っていたところを神沼に助けられる。
走馬灯株式会社で自分の人生の映像を観て亡き父との思い出に浸り、続いて志村俊一の人生の映像を観ようとするが、神沼が視聴室に持ってきたディスクは1本(1年分)しかなく、ディスクの映像から志村が偽名を使った結婚詐欺師であることを知る。
丘から転落した際に頭を打ったことに起因して走馬灯株式会社から自宅に戻って以降は自分の父の霊や志村に騙された女性たちの死霊や生き霊が見えるようになり、霊魂の力を借りて志村へ別れを言い渡す。その後、頭部の傷の回復とともに唯奈が父たちの霊を見ることはなくなったが、いつの日か父よりも素晴らしい男性を見つけると誓う。
雪村莉絵（25）
第七話・第八話主役。暴力癖のある恋人に貢ぐために風俗店で働いている。ハンドルネームは「オレンジ」。
占い師から、時には自発的な行動を起こすべきと言われたことから自分に痴漢を働いた男性を問い詰めたが、その際誤って男性を道路に突き飛ばして死なせてしまう。その後ニュースで報じられた男性の素性から痴漢に関して男性の冤罪の可能性が高いことを知り、罪悪感から死を決意。自殺サイトで知り合った2人の男性「タンロン」と「くーやん」と共に樹海を目指し山道を歩くうちに走馬灯株式会社にたどり着く。
走馬灯株式会社の視聴室で2人の男性の人生の映像を視聴しながら話し合っている間に2人の男性に自殺する理由がなくなったことを悟り、自分ひとりで樹海へ赴く決心をする。自身の人生について2人の男性から善後策が見つかるはずと促され、気が進まぬまま自分の人生の映像を観るが、映像にショックを受けその場を飛び出し樹海で自殺を図ろうとするも死にきれず、「（痴漢の件は）事故である」と自分に優しい言葉をかけてくれた「タンロン」と「くーやん」の2人にもう一度会いたいと思い、樹海を出て走馬灯株式会社を見つけ出し、神沼に2人の人生の映像の視聴を申し込もうとするが、神沼から自分が死んでいることを告げられる。莉絵は死んでいることを理由に2人の男性の人生の映像の視聴を断られるが、神沼から2人の男性の近況を聞かされたのち樹海に戻る。実際には莉絵の死去から既に3年の月日が経っており、莉絵は毎年自分の命日が来ると走馬灯株式会社を見つけ出し神沼と同じやりとりをして樹海に戻るが、樹海に戻るとそれを忘れてしまうのだった。
テレビドラマ版では、雪村静香という名前であり自殺志願者であること以外はほぼ全ての設定が変更されている。エッセイストだったが不倫行為によって人気を失い、その後ブロガーとして人気を得るがそれもブログへの嫌がらせの書き込みや炎上騒ぎが続くなどして自ら死を選ぼうと考える。自殺サイトで知り合った女性「みーやん」と自殺の準備を終えた後、目に入った走馬灯株式会社に立ち寄り自分の人生の映像を観るうちにかつての自分の志を思い出して自殺を思いとどまる。しかし、「みーやん」こと風間美沙子には、静香のささいな言いがかりから職や恋人を失った過去があり、静香のブログへの嫌がらせの書き込みを行い、静香の自殺に同行したのもその復讐のためであった。死ぬことを拒否するようになっていた静香だったが美沙子により練炭の焚かれた密室に放置される。とうとう本当に自分の走馬灯を見るほどに衰弱するも自分が小さい頃に父から聞かされた言葉を思い出して抗った結果脱出に成功する。その様子を走馬灯株式会社のモニターで視聴していた美沙子が立ち上がったところで物語は幕を閉じる。
南出孝郎（28）
第七話・第八話準主役。ハンドルネームは「タンロン」。
重度のギャンブル依存症だが負けが続き闇金融に手を出した末の借金苦により死を決意。
南出の借金の返済に小笠原邦男が自分の貯金を提供することを申し出たため、自殺を思いとどまる。
雪村の命日には小笠原とともに献花をしに樹海を訪れている。
小笠原邦男（33）
第七話・第八話準主役。ハンドルネームは「くーやん」。
意中の女性に告白してもフラれ、その女性たちから馬鹿にされ続けてきた人生に絶望して死を決意。
雪村の申し出により彼女とセックスをし、生きてきたことに喜びを覚えて自殺を思いとどまる。
命より大切だという『キャットファイタートレビニアン』の初回限定フィギュアを常に持ち歩いている。後に友情の証として雪村と南出に譲渡する。
雪村の命日には南出とともに献花をしに樹海を訪れている。
山本たまこ（1）
第九話準主役。山本家の飼い猫。三毛。
子猫の時に捨てられ野良猫となり商店街のアイドルとなったが、栄養失調のため倒れていたところを山本美奈子に飼われる。走馬灯株式会社をたびたび訪れる。
山本美奈子
第九話主役。専業主婦。エピソードのタイトルは「山本たまこ」となっているが、美奈子が実質的な話の主軸である。
散歩から帰らないたまこを探しているうちに走馬灯株式会社に辿り着く。
姑からの執拗ないびりに心が折れる寸前だったが、たまこの視点から見る姑の態度に、自分も姑を理解せず歩み寄ることをしなかったと気がつく。
帰宅後に家で倒れていた姑を発見し、姑を背負って病院まで運んだことをきっかけに姑と少しずつ和解する。
関隆広（28）
第十話・第十一話主役。
自分の婚約報告のため婚約者の結子を連れて実家に帰った際に友人に呼び出され、走馬灯株式会社で自分の人生の映像を観たという友人の話を聞いた帰り道に走馬灯株式会社に辿り着く。
父親の顔は知らず女手一つで育てられ、母親と非常に仲が良い。幼少期に実家の納戸で幽霊を見たことにトラウマを持つ。
走馬灯株式会社で自分の人生の映像を観たことにより、自分が母親と思っていた人物はかつて子供を産めない身体であることを理由に隆広の父から捨てられた女であったことを知る。また隆広の出生時の名は「和也」であり、生まれてからまもなく父の元から女にさらわれ、女の子供「隆広」として育てられたこと、隆広の父の死後に女の家を訪れた隆広の実の母親が納戸で女に殺され、隆広が見た幽霊の正体は実の母親が殺された際の最期の姿であることを知る。走馬灯株式会社で観た事実を受け入れられず、いままでどおりに母と自分の妻になる女性と平穏な生活を送ろうと決めるが、実家に戻ると結子が手にかけられたことが示唆される。
テレビドラマ版でも大筋に変更はないが、結子が手にかけられたことを感じた隆広がふたたび走馬灯株式会社を訪れ、自分の幼き日の映像の中に母と「ずっと一緒にいる」との約束を交わす場面を見たのち、走馬灯株式会社の視聴室で首をつり自殺を遂げたような描写が付加されている。
瀬上直子（17）
第十二話主役。女子高校生。
授業をさぼって時間をつぶそうと入った学校の裏山で走馬灯株式会社を見かけ神沼に案内される。
1週間ほど前に担任教師の溝口からレイプされたことを自分が通う高校の校長でもある自分の母に意を決して打ち明けたが、母から話を信じてもらえないどころか、そのような話をでっち上げるような人間に育ってしまったのかと落胆される。
走馬灯株式会社の視聴室で観た、自分が溝口からレイプされた場面の映像の持ち出しを神沼に申し出るがそれを断られ、その映像をふたたび再生したモニターの画面を自分の携帯電話のカメラで撮影し、証拠として母に見せようとするが走馬灯株式会社のディスクの映像はどのような手段で外部に持ち出しても外部の機器では再生できないため母に事実を告げることに失敗する。学校では溝口から自分の行為を校長に告げようとした報復としてふたたびレイプされそうなるが、その直前に直子が母にかけた電話の会話の中に物心が付いてからの直子には直接話していない直子の名前の由来が出たことから直子の母は娘が訴えるレイプの事実と走馬灯株式会社の存在に耳を傾け、走馬灯株式会社を訪れ、直子のディスクの映像からその光景や道子の人生をリアルタイムに観たことによりレイプの事実を把握、携帯電話を通して溝口に解雇を通告する。溝口は高校を去り、直子と母は親子の絆を取り戻す。
今野満男（30）
第十三話・第十四話主役。戦隊ヒーロー（『正義戦隊ジャスティスレンジャー』）のアトラクションショーで戦闘員A役として働く男性。
正義感が非常に強く、スタントの技量も高い。しかし、集中力や観察力にやや欠けることに加えて緊張しやすい性格が災いして空回りしている。
公園で知り合った『ジャスティスレンジャー』ファンの男の子・タカシが入院したことを知り、タカシを喜ばせようとジャスティスレッドの衣装を着て病院に見舞いに行くが、タカシは亡くなったあとだった。
病院からの帰りにアトラクションショーの同僚の美咲と屋台で飲んでいた際に悪酔いし嘔吐していたところに神沼が現われ、酔い覚ましのため美咲と共に走馬灯株式会社に案内される。
美咲と共に走馬灯株式会社の視聴室で自分がタカシと知り合った頃の映像を観ていた際にタカシがタカシの父により虐待死させられた可能性に気付き、タカシの父に抗議するために再びジャスティスレッドの姿でタカシの家に乗り込み、おぼつかないながらもタカシの父に啖呵を切る。タカシの家を出た際にタカシの母から、タカシの死に関してタカシの父に警察の捜査が及んでいることを伝えられる。
翌日の舞台の本番中に美咲にこっそりとプロポーズを行い美咲も告白を受け入れる。
喜島茂輝（22）
第十五話・第十六話主役。無職。
医者の父と自分を溺愛する母の裕福な家庭に育つ。
マザコンで母親に金をたかり、その金でパチンコに興じたりパチンコ仲間とつるむ無職の男。金持ちであることや女性にモテることを自称している。パチンコの換金をしようとしたところを走馬灯株式会社に迷いこむ。
自分の映像を見るうちに、口先とは違う自分の本当の人生（周囲の者から金づるとしか思われておらず、利用されてるに過ぎない。傲慢な態度のため知り合いの女性たちから嫌われているなど）を突きつけられる。さらにソープにいた自分の初恋の女性から傲慢な態度を指摘された腹いせと自分の保身から初恋の女性をパチンコ仲間に売り、後日パチンコ仲間から初恋の女性のレイプ画像を送りつけられ自分がそれをネタに自慰しようとする場面で激昂し、自分のディスクを全て割ってしまう。
その後再びパチンコ屋に戻るが、パチンコ仲間からは初対面のように言われ、自宅に帰ると自分の母親から（自分の家族に）子供はいないと告げられたことにより、自分で自分の人生が記録されたDVDを全て割ったため自分の人生そのものが消えたことを知り、露頭に迷う。その後の経緯の詳細は描かれていないが、ホームレスとして数年を過ごし、走馬灯株式会社への逆恨みから走馬灯株式会社の捜索を澄川探偵事務所に依頼するも、荒唐無稽な話の上に喜島が無一文だったため探偵事務所からまともに取り合われなかった。実際には自分で自分のディスクを破壊したことを隠して走馬灯株式会社に過去を消されたと嘯き、未だに走馬灯株式会社と神沼をどうにかすれば自分の家に戻れると信じているなど、全く成長する兆しが見られない。
石丸丈一郎（77）
第十七話・第十八話主役。イシマル紡績会長。
仕事一筋に生き、病に倒れて初めて周囲が遺産目当てに自分の死を願っていることを知り、全てに失望する。
初恋の人である加代にもう一度会いたい一心で病院を抜けだし、故郷の山道で走馬灯株式会社に辿り着く。
自分の人生を観る中で村長の家に生まれた自分が絵を描こうとしたときに禊中の「導き女」（額をつけることで死が近い者をあの世へと導く役割を担う女性）・加代に出会い楽しいひと時を過ごしたこと、家の事情により村の男性たちに体を売るようになった加代が自分の父により犯されるところを覗いてしまったこと、その後に自分が貯めていた金を加代に渡し、これ以上ほかの男性に体を売らないことを加代に願い、自分一人で村を出て上京したことを振り返る。
自分のディスクを観た後に石丸が神沼に加代の人生の映像の視聴を申し込むが神沼からそれを断られる。その理由は加代自身が映像を観ている最中であることだった。加代は認知症を患い十数年も自分の青春時代の同じ映像を観ていた。神沼が2台のモニターを使い石丸と加代の映像を同時に再生、石丸と加代が青春時代を振り返る中、加代は目の前の人物が石丸であることに気づき、石丸が吐血するのを見た加代は石丸にそっと額を近づける。
琴平加代
第十七話・第十八話準主役。
石丸丈一郎が上京するまでいた村と同じ村に住んでいた女性。石丸より2歳ほど年齢が上で石丸の初恋の人。死期が近い者を安楽死させる力を持つ「導き女」を務める。
加代の家は家業だけでは食い扶持が稼げず、家の女性は代々18歳になると村の男性たちに体を売ることになっているが、石丸が自分の貯金を手渡したことで以降は体を売らないことを石丸に告げる。
年老いた祖母がいたため石丸と共に東京へ行くことはできず、その後の開発により住む場所を失い走馬灯株式会社に行き着き何十年も走馬灯株式会社の視聴室に篭っていた。
猪原厚三（56）
タクシー運転手。客の柏木を乗せて運転中に山道でエンストし、その間に姿をくらました柏木を追って走馬灯株式会社にたどり着く。
先に着いていた柏木に誘われ自分の人生を見るも、恩師の「相手をつかんだら死ぬまで離すな」という言葉とは裏腹に仕事も家庭も全て投げ出した人生を見るのが苦しくなり、柏木に走馬灯株式会社を出るよう促すも拒否される。柏木が席を離れた間に柏木の人生の映像を視聴し、自分の娘である英里子が、柏木とその仲間が犯した殺人を目撃し、英里子はその場で眠らされレイプの末に口封じのため殺害されたことを知る。
視聴室に戻った柏木の首を絞め意識を失わせ、自分のタクシーに乗せて警察に突き出そうとするが、意識を取り戻した柏木に反撃され車外に放り出される。「死んでも絶対に離さない」と柏木の肩をつかむも標識に激突、崖下に転落し死亡。柏木を肩を掴んだ猪原の左手は手首から切断されたが、猪原の身体が海に落ちてしまった後も柏木の右肩に付いたままで、文字通り死んでも離さなかった。
柏木力
猪原のタクシーに客として乗っていた男。自己中心的な性格のヤンキー。エンストを起こしたタクシーの修理中に立ちションをしていたところを神沼から走馬灯株式会社への入館を勧められる。
上機嫌で自分の人生を視聴し、その後走馬灯株式会社のフロントに現われ神沼を襲おうとするが逆に撃退される。席を外した間に柏木の人生の映像を視聴した猪原により首を絞められ意識を失うが、タクシーの中で意識を取り戻して反撃し、猪原を殺害する。そのまま街に戻るも、周囲の視線で異変に気付くまで猪原の左手を自分の右肩に付けたままだった。
妹尾舞（20）
地方から上京してきたファッションデザイナー志望の女性。父方の祖父母に育てられ、自分の両親のことについて祖父母から詳しく聞かされていない。都会の環境になじめず、コンビニで万引きの疑いをかけられた所をホームレスのロクさんに助けられる。後日、舞のアルバイト先の飲食店のゴミ置き場でロクさんと再会し、交流を深めていくが、ロクさんのテントに舞の父が持っていたブレスレットがあったことからロクさんが自分の父親ではないかと思うようになる。しかしロクさんは舞に自分が以前訪れた走馬灯株式会社のことを話すとその直後に失踪し、舞はロクさんを探している最中に走馬灯株式会社にたどり着く。
舞は自分の人生の映像を観て、ロクさんが舞の父・妹尾雅彦ではなく、ファッションデザイナーであった雅彦の仕事仲間の男性であり、ブレスレットもロクさんが作った物だったことを知る。雅彦が自分の大手服飾メーカーへの転職を機にロクさんとのパートナー解消を申し出る場面とその後に雅彦が祖父母の元に自分を預ける場面を観た後、舞は神沼にロクさんの人生の映像の視聴を申し込む。自分に関係する他者の人生の映像について本来は対象者の名前のフルネームと生年月日が判らない限り視聴は不可能だが、事前にロクさんが自分の人生の映像に対する舞の視聴を申し込んでいたため視聴を許される。
ロクさんこと影山六郎は服飾メーカーに転職した雅彦が影山のデザインを盗用したこととそれを問い詰めた際の雅彦の態度に腹を立て雅彦を殴りつけたが、雅彦は起き上がることなくそのまま死亡。その後影山は18年もの間逃亡生活を続けていた。しかし、舞が雅彦の娘であることを知り、自責の念から自らの臓器売買を申し込み、それで得た金を舞が専門学校に行く際の学費にあてるよう告げる。さらに面と向かって話せないからと映像を借りながら舞に詫びを入れ警察に自首することを告げる。
数年後、舞は自分の名前を冠したファッションブランドを展開することに成功し、街中に開いた店でロクさんの帰りを待つ。舞の店の外には陰からそっと見守るロクさんがいた。
テレビドラマ版では、街を行く手提げ袋を持った若い男性とぶつかり男性から手提げ袋に入れていたワインボトルが割れたとの因縁を付けられた舞がそれを助けたホームレスの男性・ロクさんと知り合い、自分が施設で育ち、ファッションデザイナー志望であることなどの身の上をロクさんに話し、その帰り道に見慣れぬドアを見かけて走馬灯等株式会社に立ち寄る。走馬灯等株式会社で自分の人生の映像を観た舞は映像の中に自分が赤ん坊の頃に舞の父・妹尾雅彦と仕事仲間だったロクさんが雅彦を殺してそのまま立ち去るような場面を見つけ、また後日ロクさんが人相の悪い男に接触してなんらかの依頼をする姿を目撃し、舞はロクさんに、かつて舞の父を殺し現在は自分も殺そうとしているのかを問うが、ロクさんは核心に触れることはなにも言わず、舞に現金が入った封筒を渡して去る。舞はふたたび走馬灯等株式会社を訪れ、ロクさんの人生の映像を視聴し、舞の素性を聞いて舞がかつての仕事仲間だった妹尾雅彦の娘であると気付いたロクさんが服飾の専門学校の受付を訪れその学費の金額を知り、その金銭の工面のため舞が目撃した男性に自らの臓器売買の斡旋を依頼したことを知る。また舞が走馬灯等株式会社で観た舞の赤ん坊の頃の映像に映っていた出来事は、別の服飾メーカーに転職した雅彦がロクさんのデザインを盗用したことについてロクさんと雅彦がもみ合いとなるうちに雅彦が足を滑らせて転倒した際に頭を打ち大量の出血を起こした場面であった。ロクさんの人生の映像から同じ出来事を観た舞は「事故である」との判断をする。また舞はのちに自分のファッションブランドの店を開くが、そのことをロクさんが知ることがあったのかどうかの描写はない。
権代忠重（61）
会社社長。
別荘に妻の静江と息子の憲二郎とともに家族3人で休んでいたところへ男が押し入るが忠重がこれを撃退、男は暖炉で焼死してしまう。男の遺体は頭部の損傷の激しさから人相が判らず、また男は身分を示すものをまったく所持していなかった。
忠重は既に走馬灯株式会社で妻・静江の人生の映像を観ており、静江が若い美容師の男と浮気し、さらに浮気相手から忠重を殺害し遺産を手に入れないかと持ちかけられていたことを知っていた。が、静江からは「あなたがわたしを殺そうとした」と詰め寄られる。実は静江も走馬灯株式会社で忠重の人生の映像を観ており、忠重も若い女性・ミナと浮気し、妻と別れるためミナの弟に妻の殺害を依頼していたことを知っていた。
焼死した男についてお互いが他方に雇われた男であると主張して忠重と静江が取っ組み合いになる中、2人の息子の憲二郎が忠重と静江を刃物で刺し殺す。憲二郎も走馬灯株式会社で自分の人生の映像を観ており、以前から自分が権代家の養子であることは知っていたが、映像を手がかりに自分の実父と再会。実父と2人で新しい生活をしようと、実父に忠重と静江の殺害を頼んでいた。焼死した男は憲二郎の実父だったのである。忠重と静枝を殺し権代家の財産全てを手に入れたかに見えた憲二郎だったが、直後に忠重と誤認した静江の浮気相手の男に射殺されてしまう。その直後には忠重の浮気相手・ミナの弟も銃を所持して別荘に来ており、相討ちになったことが示唆される。
笠木修道（42）・長澤比佐志（42）
小学校時代からの同級生。2人とも絵がうまく、長澤は絵画教室を開いて生計を立て、笠木は天才画家として人気を博す。15年前に2人で光輪ヶ丘へ絵を描きに出かけ、その途中の山道で笠木は転落事故に遭い失明した。ふたたび長澤と2人で光輪ヶ丘に登る途中で走馬灯株式会社にたどり着く。
笠木の人生の映像を観ている途中で笠木が突き落とされる場面が映し出される。笠木は15年前の転落の原因を理解していなかったが、映像には長澤が笠木を突き落とす瞬間が映っていた。当初は笠木は目が見えないのだからわかるはずがないと思っていた長澤だが、映像に残されていた靴音や腕時計のアラーム音から長澤の仕業であることに笠木が気付き、長澤は動揺のあまり猛吹雪の中を外へ逃げ出すが、かつて笠木を突き落とした崖に落ちてしまう。走馬灯株式会社に残って長澤の人生の映像を観ていた笠木は長澤の上に立ち、なぜ自分を突き落としたのかを問いただす。長澤は、絵の才能について自分は平凡で笠木は天才肌であることを認めてはいるが絵に対する技量の差に嫉妬を覚えていたこと、また笠木が描いた絵画『天剛山』シリーズは当初2人で一緒に描くことを約束していたのにそれが果たされなかったことが許せなかったことを話し、それを聞いた笠木はロープで長澤を救出する。
8年後、長澤は崖に転落した際の凍傷により手の機能を失っていたが、ひとりでふたたび登った光輪ヶ丘で絵を描いている笠木と再会。笠木の提案により今度は笠木と長澤がそれぞれの手と目を使って一緒に『天剛山』シリーズを描くことを決める。
テレビドラマ版では笠木と長澤は小説家とそのアシスタントとの設定に変更されている。笠木は長澤が世に出ることを許さずにいた結果、長澤により橋から突き落とされる。走馬灯株式会社を介し笠木は長澤の心情をて理解するも、関係は変わらずその後もアシスタントとして使い続けている。
三倉良（40）
作家。自分の幼馴染だった女性「みっちゃん」を題材にした小説を書き終え、近くの丘の上で星空を眺めているときに突然現れた神沼から走馬灯株式会社に案内される。
三倉の幼馴染だった「みっちゃん」こと未知子は、家庭が借金取りに追われていることから「もうすぐUFOが迎えにくる」などと現実逃避じみたことを言っており、写真に撮られることや自分のことが記録に残ることを極端に嫌っていた。15歳の時に未知子の母が肺の病気で死去、同時に未知子も失踪し、捜索するも見付けることができなかった経緯から三倉は未知子の最期を知るために未知子の人生の映像を観ることを決める。未知子が自分の好きだった山の頂上でリストカットを実行し自殺したところで映像が終わったが、映像が暗転してから聞こえる未知子の言葉と暗転した映像の最後の一瞬にのみ上空から見たアングルの夜の街のらしきものが映っており、三倉は未知子の前にUFOが本当に現われたのではないかと考える。その後、自宅に戻り、「記録を残されたくない」との未知子の言葉のとおりに自分が書き上げた小説のデータが全て消えているのを見た三倉は小説の発表を取りやめる。
多岐川隼人（22）
大学4年生。卒業旅行と称し恋人の理央と親友のジローと共に「二笑村温泉」へ行くが、旅館では以前にこの場所に来たことがあるような感覚にとらわれ、不気味な老婆と目が合う、入浴中に襲われる、仲居が自殺するなど不気味な現象が多発する。隼人は怖くなり2人を連れ村を出て山中をさまよう中、走馬灯株式会社にたどり着く。
理央とジローの2人が走馬灯株式会社で寝入る中、神沼に促され、自分の人生の映像を視聴し始めた隼人だが、そこで目にしたのは自分が二笑村の者であったこと、不気味な老婆は占い師であり、村人全員が老婆から自分の死ぬ日と死因を予言されており、その予言を実現させるため村人ぐるみで殺人を行っていること、その予言が外れると村に災いが降りかかること、そして自分に予言された死亡予定日が今日であることを知ってしまう。
自分が死ぬところだったことに戦慄したが、「娘はいない」と言っていた女将の旅館に自分と同じ誕生日の錦戸忍という小さな娘がいたことを思い出し、忍の人生の映像を観ることを決める。映像を観ていくうちに忍と理央は同一人物であり、4年前、隼人を村へ呼び戻し予言通りに殺害するために忍が大作という名の少年と共に差し向けられていたことを知る。
二笑村に関する事実を知ったことが寝たふりをしていた理央（忍）とジロー（大作）にも露見し、二笑村へ連れ戻されそうになるが逃げ出し、半日かけて森の中を走るも再び二笑村に戻ってしまい、逃げ惑う。日付が変わる数時間前に忍たち村人に取り押さえられて川に沈められそうになるが、忍を人質にとり村人たちの前で自ら自殺することを宣言、直後に日付が変わり予言は不成立となる。
その後、恋人と親友を失った隼人は街まで戻ることができたが、数週間後に起きた土砂崩れにより二笑村が壊滅したことをテレビのニュースで知る。
テレビドラマ版では、原作での隼人のような生い立ちを持つ女性・多岐川理央に主人公が変更され、多岐川理央が恋人の隼人と友人のしのぶと共に二笑村温泉を訪れる。主人公の性別の変更に伴い原作に見られた理央と忍が同一人物であるとの設定はなくなっている。ストーリーは概ね同じだが、恋人と友人を失った多岐川理央が二笑村を逃れてからしばらくして街中の大型スクリーンに映ったニュースで二笑村が土砂崩れにより壊滅したことを知り、直後に理央は村人たちから取り囲まれ、理央の悲鳴が響いたところで物語は終わる。
塩見正春（38）
2か月前に秋吉商事を退職した男性。いつも無視されたり見下されていたことによる鬱憤を晴らすため、人生初めての反逆的な行動をとり、台風の日に乗用車で自分が勤務していた会社のビルの正面玄関に突っ込んだ後、猟銃を社長に向けて発砲し負傷させ、その場にいた女性社員の柚木つぐみを拉致して逃走する。途中で柚木が荷物を大切そうに運びながら自分の郷里に帰ることを知り、会社に勤めていた時期に好意的に接してくれた彼女の要求を認め、彼女の郷里にある三影山へ一緒に行くことになる。
台風が直撃する中、柚木とともに新幹線を乗り継ぎ三影山を登ったが、山小屋で休憩を取っている間に塩見は寝入ってしまい、目覚めた時には柚木の姿は既になく、猟銃を構えながら柚木を探していたところ、山の中にある走馬灯株式会社に辿り着き、神沼から柚木も走馬灯株式会社にいると教えられる。柚木と共に柚木の人生の映像を観る中で、柚木の荷物の中身は彼女の祖父の遺骨が入った骨壷であり、彼女の祖父が自分の死後は祖母の墓に一緒に埋葬する旨を願っていたことを知る。三影山の麓にあるとされる柚木の祖母の墓を見つけるために、塩見は柚木の祖父・柚木光次郎の人生の映像の視聴を神沼に申し込む。柚木の祖父の人生の映像を観る中、柚木の祖父母が70年ほど前に走馬灯株式会社で知り合ったこと、少女であった祖母・ミエが祖父と走馬灯株式会社に出会った日の思い出を残すために走馬灯株式会社の裏手に銀杏の種を蒔いたこと、しかし、その後に祖父母が走馬灯株式会社と銀杏を見つけることができずにいたこと、そして祖父母が出会ってから30年程して祖母が死去した際、祖父がふたたび走馬灯株式会社を見つけ、木となった銀杏の下に祖母の墓をつくったことを知る。
塩見は走馬灯株式会社の視聴室の窓から思い出の銀杏の木を見つけるが山津波が発生し、思い出の銀杏の木が傾き始める。自分の行動に柚木を巻き込んだことを悔やんでいた塩見は、柚木の祖母の遺骨がまだ流されていないことを願いながら銀杏の木の下に向かう。柚木の祖母の骨壺を取り出すことはできたが、自分が走馬灯株式会社へ引き返し始めたところで濁流に飲み込まれ、その瞬間に自分の走馬灯を見て、泥まみれの状態で柚木の祖母の骨壷を抱きつつ柚木つぐみに看取られながら死亡する。
柚木つぐみ（26）
秋吉商事社員。1か月ほど前に亡くなった祖父の遺骨を祖母の墓に納めるために帰郷を決意したが、その直前に会社に立ち寄った際に塩見正春の犯行に遭遇し、塩見に拉致される。また、会社の同僚の清水という男性と交際しているが、塩見が自分と清水に銃を向けた際、清水が自分を盾にするかのように塩見の前へ突き飛ばしたことにショックを受ける。たどり着いた山小屋で塩見が寝入っている間に山小屋を出て走馬灯株式会社にたどり着き、そこで自分の人生の映像を視聴する。
塩見が死んだ後、思い出の銀杏の木の下に自分の祖父母と塩見の3人の墓をつくり、街へ戻り会社を退職するが、いつの日かまた思い出の銀杏の木を訪れることを誓う。
園田沙希（25）
OL。都（25）という双子の妹がいるが、中学校時代の姉妹喧嘩から都に火傷を負わせてしまい、都の顔には大きな痣が残っている。それ以来、都は引きこもりとなり、都の毎日の楽しみは2人の子供の頃のビデオ映像を見ることと沙希から仕事や恋愛の話を聞くことである。
誕生日、都が沙希の恋人の倉田一（26）に会いたいと言うので、都に一生の償いをする決意をしていた沙希は快諾する。後日、沙希が倉田を連れて自宅に帰り、都に紹介したが、沙希がお茶を入れる間に、都は倉田が姉に合わないと考え、倉田を野球のバットで撲殺する。呆然とした沙希に、都は小学校時代に行った山梨県内の山に遺体を埋めれば見つからないと提案し、沙希と都は父の車を借りて倉田の遺体を埋めに出かける。自宅に戻った後、都は眠りつくが、沙希は喪失感のままに再び自宅を出て、ふらふらと歩いている間に走馬灯株式会社にたどり着く。
走馬灯株式会社で自分の人生の映像を視聴し、沙希は中学校時代に大火傷を負ったのは都ではなく自分であり、倉田も都の恋人であり自分に殺されたことに気づく。実はそれまでの沙希の記憶は全て沙希が都の話を聞いた後、自分の頭の中で作り出した妄想であると知る。一方、沙希を殺そうと包丁を持ちながら走馬灯株式会社にたどり着いた都も沙希の人生の映像を観た後、沙希の気持ちを知り、姉妹は仲良く手を繋ぎ、「明日はひさしぶりに2人で遊ぼう」と約束しながら自宅に戻る。
倉田の遺体が発見されたことが報道された頃、沙希と都は、子供の頃2人でブランコをこいでいるビデオ映像を見ながら自宅で首をくくり自殺する。
今泉安彦（48）
会社をリストラされたばかりの男性。安彦を尻に敷く妻・照美（45）、見た目は女性だが実は男性の長男・ヒロミ（本名は大巳、22）、半ひきこもりの次男・明（19）、おなじくひきこもり気味の三男・純平（14）、まだまだ無邪気な四男・哲也（8）、長女・奈々美（7）、五男・進（3）の8人で暮らしている。ストーリーはヒロミの視点で進行する。
リストラされたことから安彦と照美が夫婦喧嘩を始め、子どもたちの気持ちもバラバラになっていく中、突如火の手が上がり家が全焼してしまう。行く当ても無く一家でさまよう中、走馬灯株式会社の壁で進に用を足させている時に、家が焼け行き場がないとの事情を聞いた神沼から走馬灯株式会社に案内される。
走馬灯株式会社に入館した安彦が2日間ぶっ通しで自分の人生の映像を見ていたことに照美が腹を立て、神沼も巻き込んで夫婦喧嘩に発展しかけるが、一家に喫煙者がいないにもかかわらず突然火の手が上がったことから他者による放火を疑った明が火の手の上がった時間帯の安彦の人生の映像を再生、安彦の映像の中に自分たちの家に火を放った者の姿がわずかながら映っていることを確認し、家族全員の映像を突き合わせながら放火犯の特定を進める。その最中に明が真剣に仕事を探していること、純平は家庭内の諍いが鎮まることを願って亡き祖母の仏壇に手を合わせていること、哲也、奈々美が喧嘩ばかりしている両親のことを苦々しく思っていることなど子供たちの本当の想いに気づいていく。そして進の映像から放火犯の姿が判明し、哲也と奈々美の証言から放火犯が2人が通う小学校の教頭を務める人物であることを知る。
安彦とヒロミが教頭を尾行し、他の家族が2人の現在の映像を見守る中、教頭が他の家に火をつけようとしたところを安彦が取り押さえる。安彦が教頭を説得するが、教頭から殴られ、ナイフで刺されそうになるも小さいころに空手を習っていたヒロミが撃退。教頭は逮捕され、今泉家には火災保険が支払われ、以前より小さい間取りの家を借り、職も決まらないが、家族一緒の生活に戻る。またラストでは夫婦に近々7人目の子が産まれることが描写される。
テレビドラマ版では夫婦と息子一人、娘二人に家族構成が変更されている。また安彦は｢自分は悪くない｣としばしば発言するなどやや責任感が薄く、家族から辛辣な扱いを受けており、リストラされた結果、酔っている際に家族から｢いっそ殺して保険金を受け取ろう｣とすら言われている。走馬灯株式会社でその事実を知り、息子が殺人方法が記載されたサイトを閲覧していた、家の中から泥棒が出てきたにもかかわらず家族が誰も見ていないと証言したため、疑心暗鬼に陥って行く。さらに走馬灯株式会社にいたところを家族に踏み込まれたことで｢殺される前に殺そう｣という思考になり、水に毒物を仕込んでしまう。しかし、実際は殺人サイトの件は息子が趣味で閲覧していただけであり、家族が自分の誕生日を祝おうとしていたことを知り、家族を疑ったことを悔いて涙する。家族関係が修復し、走馬灯株式会社を出ようとする直前、安彦が毒物を仕込んだ水を妻が飲もうとするところで物語は終わる。
堤友樹（25）
バンド｢フライングクライム｣のギター。かつては女癖が悪かったものの、現在は恋人の梨穂一筋と、友樹本人は思っていたが、酒の勢いでファンの一人｢さやか｣と関係を持ってしまう。その後、梨穂とのデート中に雨に降られ走馬灯株式会社のドアの前で雨宿りに立ち止まっていたところを神沼から館内へ案内される。梨穂と共に自分の人生の映像を観るうち、高校時代に同学年で「友樹のために」と整形を繰り返して自分に付きまとっていた長谷川という苗字の女子生徒を思い出す。さやかの言動から彼女が長谷川ではないのかと疑い、さやかの住むマンションを訪れ正体を問いただそうとするが、さやかの部屋には先に梨穂が訪れており、梨穂こそが長谷川であることを知る。さやかは長谷川の高校時代の親友の田嶋であり、さやかは美容とダイエットに取り組み、美人になっていた。異常性を発露した梨穂はさやかを包丁で刺し殺し、友樹に対しても自分が友樹と共に走馬灯株式会社で映像を観た際の友樹の言動から女性の内面ではなく外見にしか興味がないのかと詰め寄り殺そうとするが、友樹の必死の抵抗により失敗、梨穂はそのまま姿を消す。友樹は梨穂ともみ合いになった際に左手に重度のケガを負ったこととにより二度とギターを弾けなくなり、それを知った梨穂は友樹への詫びの手紙を書き、「代わりに」との文面と共に自分の左腕を切り落として友樹に送りつけるのだった。
テレビドラマでは友樹はサラリーマンであり、梨穂は出産目前、友樹の部下として現われるさやかに関して友樹の高校での同期の女性との設定はなくなっている。さやかの正体が長谷川であると推測しそれを確認すべくふたたび走馬灯株式会社を訪れ長谷川の人生の映像を観た友樹は、さやかではなく梨穂が長谷川であることを知るも、どうすることもできずかつての長谷川に似た赤ん坊を抱くことになり、さらにさやかも妊娠したことを知ったところで物語は終わる。
澄川耕作（36）
探偵事務所所長。かつて南條遥という、神沼と容姿がそっくりの女性と交際していたが事故により死別している。所員の光明寺と羽宮理乃とで探偵事務所を運営している。ある日、事務所を訪れた喜島茂輝から走馬灯株式会社の捜索依頼を持ちかけられるも、色々と問題のある喜島の言動ゆえにまともに取り合わなかった。
自分に好意を抱く羽宮の想いに気付かず過去の恋人に固執していたために羽宮を傷つけ、退社に追い込んでしまう。その後、羽宮から走馬灯株式会社を見つけたという連絡を受け、急いで駆け付けるも館は消え去っており見つけることは出来なかった。道中、羽宮の心中を光明寺から聞かされてようやく事態を把握したが、失踪した羽宮を見つけられず事務所も閉鎖しようと考えた矢先、走馬灯株式会社を発見。走馬灯株式会社の従業員となった羽宮と再会し別れを告げられるも、それを契機に探偵業の続行を決意。走馬灯株式会社の正体を調べ、乗り込むことを誓う。
羽宮理乃（27）
澄川探偵事務所の所員。澄川耕作に好意を抱いているが、仕事上のパートナーである以上の感情を持たれていないことを自覚しており、鬱屈した思いを溜め込んでいた。ある時、澄川が走馬灯株式会社を探し出そうとしていることを知って、澄川が死別した恋人の映像を見ようとしていると邪推。感情を爆発させて退社することになる。直後、走馬灯株式会社を発見して中に入り、かつて自分が犯した｢幼馴染の人生が記録されたDVDを誤って破壊してしまった｣という事実を目の当たりにする。そして、幼馴染のその後の苦難を知り、何らかのやり取りの結果、走馬灯株式会社の一員となる。ただし、入職初期はいつも冷静な態度の神沼と異なり、接客する時に自分の感情をよく表す。
古橋要山（30）・古橋千晴（22）
古橋要山は妻の千晴とともに赤ん坊のミルク代と称して銀行強盗を働き、それを動画配信するなどする悪党。また悪事を働く際に人を傷つけないことをポリシーとしている。しかし、要山はその裏で謎の視線に怯えている。強盗を働いたあと森へ逃げ込み夜を明かしている最中に神沼から走馬灯株式会社に案内される。先に走馬灯株式会社にいた千晴と共に要山は自分の人生の映像を観る。千晴は、要山が物心が付いた頃には要山の母は要山の父親とは別の男性と暮らし、そのうち要山の母が幼い要山を捨て暴力を振るう男性から逃げ出したこと、要山が犯罪行為をしているのは、自分を捨てた母親に対しそのために自分がどれだけの悪党になってしまったのかを思い知らせる意味もあってのことと知る。要山は自分の人生の映像を観るうちに疲れから寝てしまい、千晴は勝手に要山の人生の映像の続きを観る。要山は継父がその後に死んだと千晴に話していたが、実際には要山が継父を殴り殺しており、謎の視線はその時の継父の最期の視線が要山の記憶に焼き付いているためで、人を傷つけないとのポリシーはその贖罪だったのである。自分が継父を殺した過去を千晴に知られた要山は激昂して千晴を殴打する。要山から殴打され気を失っていた千晴が目を覚ますと、要山は継父の最期の視線を思い出し、心を閉ざし動けなくなっていた。千晴は動けない要山の様子を見て、このような状況になったのは走馬灯株式会社が自分たちに一連の映像を見せたからだとして、自分に付き添っていた羽宮理乃に拳銃を向けるが同時に陣痛が始まる。
千晴の陣痛が始まる中、神沼が促し、千晴は要山の母親のディスクの再生を申し込む。要山の母親の人生の映像には要山が継父から聞かされていた状況と異なり、要山の母が要山と一緒に継父から逃げようとしていたこと、要山の名義で預金しており、その金を奪おうとした継父に母が殺害されたことが映っていた。要山は自分の母がその死の瞬間まで要山を気にかけていたことを知るが、それと同時に母を殺した継父に育てられ、その継父を殺し、その後も継父の視線に怯える自分が妻や子供を養うことができるのか自信を失う。しかし千晴は自分と産まれてくる子供、亡くなった要山の母との3人で要山と守ると宣言する。千晴の陣痛が激しくなる中、要山はこれから自分がとる行動に関して神沼から干渉しないと告げられたため、自分の母親が自分を出産した時の映像を再生し、それを参考にして自分たちの子供を取り上げ、走馬灯株式会社の視聴室で無事に出産を終える。生まれた子供と共に走馬灯株式会社を出た要山と千晴がその後どうしたのかは描かれていない。また、この一件は走馬灯株式会社の株主にとって興味深い案件となったらしい。
小幡あみり（29）
かつての人気アイドルで、「恋のメガムーブ」との楽曲をヒットさせたこともあるが、今は落ちぶれ、現在は絶大な人気を持つ同じ芸能事務所の後輩アイドル・司ミナミを毛嫌いしている。
事務所社長の水谷から10年ぶりの映画出演のオファーを受けたが、撮影現場に行くとエキストラとしてゾンビを演じることに落胆する。その時、同じくエキストラで自分の大ファンである巻口という男性に出会う。撮影を終えた後、あみりが大切にしていた帽子が崖っぷちに生えた木の枝に引っかかったことに気づき、取ろうとしていたところ足を踏み外し、あみりを助けようとした巻口とともに崖下に転落、気がつくと見知らぬ浜辺におり、ゾンビの姿のままで森の中を巻口とともに数日間もさまよった後、走馬灯株式会社にたどり着く。
あみりが自分の人生の映像を見ている途中、外にいた巻口から視聴室のドアを開けて、東京であみりの告別式が始まっていることを伝えられるが、自分が水谷と情事を交わした場面も巻口に見られる。実はあみりは10年前から水谷の愛人であり、その帽子も水谷からのプレゼントである。しかし、神沼に勧められ水谷のリアルタイムの映像を観て、司ミナミが水谷の現在の愛人であることを知る。しかも水谷はあみりが自分の秘密を握っているため、プレゼントの帽子を使ってあみりを殺害しようとしていた。水谷とミナミが自分を嘲る言葉にショックを受けたあみりは走馬灯株式会社を飛び出して、雨の中で泣き崩れていた時、あみりを追ってきた巻口から「許せない、ゾンビのように蘇るんだ」との言葉をかけられる。
2か月後、ゾンビ映画の試写会にゾンビの姿をしたあみりが現れ、水谷とミナミを噛み殺す。あみりに対して「許せない」と思っていた巻口は、その光景を遠くから見つめ、既に警察を呼んでいた。
秋月楓（45）
羽宮理乃の母方の伯母、理乃からは「楓おばちゃん」と呼ばれる。いつも包丁を持ちながら徘徊していた。20数年前のある夜、包丁を持って隣に住んでいた妹夫婦である羽宮家に上がり込み、「皆殺し」と叫び、妹一家をひどく怖がらせた。その後、羽宮家は他所へ引っ越したが、その翌日に楓は川で水死体となった。理乃によれば楓の葬式に現われる人は少なく、また葬式で泣く人が誰もいなかったという。
楓は死ぬ直前に走馬灯株式会社を訪ね、夫・利彦との出会い以降の人生の映像を見ていた。もちろんその際の受付係である大人の姿の理乃を自分の姪であると思わなかった。
夫と結婚した後、夫婦2人で小さなラーメン屋を営んでいたが、ある日、町長から道路拡張のために立ち退きを求められる。夫は立ち退きを拒んだため、陰湿な嫌がらせを受け始める。ある夜、夫は町長の下で働いていた山岸という中年女性から、嫌がらせは全て町長の仕業だと告げられる。憤慨した夫は次の日、山岸とともに町長を訴えに行ったが、夫と山岸は心中に見せかけて殺されてしまう。楓は警察に町長が関係していると主張したが、夫の遺書が見つかったため楓の話に耳を貸す者はおらず、楓を心配する妹夫婦を自分の隣家へ移り住まわせる。その後も諦めずに町長が殺人に関係していると言い続けるうち、楓を直接脅す者が現れるようになり、楓も包丁を肌身離さず行動するようになる。時が経ち次の町長選挙を前に、町長への嫌がらせをやめないと羽宮家を一家心中に見せかけて殺すと町長の手下から脅される。妹一家を巻き込むことはできないと考えた楓は妹夫婦の家に上がり、包丁で妹夫婦を驚かして転居させる。すべてを終わらせた後、かつて夫からのプロポーズを受けた山を登り、走馬灯株式会社にたどり着く。
自分の人生の映像を視聴し終えた楓は、走馬灯株式会社を離れる前に、町長からの脅しの言葉を録音したカセットレコーダーを理乃に託す。理乃はその際の楓の屈託のない言動と表情から、楓はこの後に何者かに殺されたことを感じ取り、楓が走馬灯株式会社を去った後、理乃は亡くなった楓を思いながら泣いた最初の人物となる。
柴秋人（14）
瀬本第二中学校3年1組の男子生徒。同じクラスの男子生徒の尾関とその取り巻きである広瀬と小松の3人組からイジメを受け、万引きやスリを強要される。ある日、再び3人組からイジメられそうになった際、クラスからイジメを無くしたいと思っているクラス委員の女子生徒・森崎に助けられる。
その後、3人組のうち広瀬と小松が黒板に書かれた殺人予告の通りに殺されそうになる。同じクラスの工藤は、3人組にイジメを受けた末に首を切って自殺した女子生徒・美々子の幽霊を学校で目撃したため、校内では美々子の幽霊の仕業ではないかとの雰囲気となる。放課後、森崎は柴に対して、今夜学校に忍び込んで犯人を捕まえると提案するが、柴は明確に答えずに帰宅し、その途中で走馬灯株式会社にたどり着く。
走馬灯株式会社で自分と美々子の人生の映像を見た柴は、その夜、教室で美々子の幽霊に扮した生徒会長の永井から燃料用アルコールで焼き殺されそうになっていた尾関と森崎を助ける。美々子に好意を抱いていた永井は美々子を死に追い込んだ尾関ら3人組への復讐との動機を話すが、柴は美々子が自殺した本当の理由はイジメを受けたことではなく、柴に仲間だと告げた美々子の申し出を柴が断ったためだと話す。美々子の自殺の理由を知り半狂乱となった永井は柴にアルコールを撒き、火を付けようとするがその直前に柴が永井のライターを奪っていたため未遂に終わり、永井は警察に連行される。
柴は美々子の人生の映像をディスクの最後まで視聴しないまま走馬灯株式会社を出たが、美々子の最後のディスクの巻末には、教室で自殺をためらっていた美々子に、「美々子がいなければイジメは起きない」との考えに至り刃物を手にした森崎が美々子に体当たりしようとする場面が映っていた。
風見匠（37）
漫画家、筆名は「かざみたくみ」。2匹の猫を主人公とした人気漫画『ちゅらとザジ』の作者であるが、実際は動物が苦手である。また実際の自身の画風はかなり写実的である。意識を失うほど酒を飲む癖がある。澄川耕作の中学校時代の先輩で、ひさしぶりに澄川と再会した際、澄川に頼まれ、もし走馬灯株式会社に遭遇したら羽宮理乃と走馬灯株式会社についての調査を行うとの約束をする。
妻・佐栄子と岩倉の浮気を疑い、2人の密会を目撃したこともある。九州のある都市でのサイン会の後、飲み屋に行く途中で岩倉とともに走馬灯株式会社に迷い込む。岩倉の人生の映像を観て、妻が岩倉に騙されて違法薬物の常習者となったことを知る。その事情を知らず、違法薬物が入った女物のポーチを自分が持ち出してしまったため、禁断症状が出始めた妻の暴走を止めるように澄川に頼む。その後、妻の人生のリアルタイム映像を視聴しながら、澄川に携帯電話を通じて妻の行動を教える。家に帰った後、救急車を呼ぶつもりの澄川を阻止しようと彼を殴るが、その後に紗栄子と岩倉も加わり乱闘となり、妻に対する愛情から妻を殺そうとした岩倉を殴る。漫画家としての地位を失った後に澄川に走馬灯株式会社を訪れた際に見た走馬灯株式会社の建物の外観および神沼・羽宮を描いたスケッチを渡す。
風見佐栄子
風見匠の妻。マンションの裏の公園に住んでいる2匹の猫をモデルとする『ちゅらとザジ』の本当の作者であるが、夫名義で出版することを岩倉に頼んだ。匠にゴーストライターは夫婦間だけの秘密と言ったことがある。
実は3年ほど前に創作意欲を失ったが、岩倉に騙されて禁断症状が強い違法薬物を新型サプリと思い込み飲み始め、『ちゅらとザジ』を描き続ける。夫が九州へ出かけた日の夜、薬が見つからないため禁断症状が出始め、暴れたのちにベランダから飛び降りそうになったところを澄川に助けられる。部屋に駆けつけた岩倉に漫画を描かないと宣言したため岩倉から襲われるが、夫に助けられる。のちに薬事法違反で逮捕される。
岩倉聖児（33）
風見匠（佐栄子）の担当編集者。『ちゅらとザジ』をベストセラーにするためならなんでもすると豪語する不良口調の男。心の底では匠を才能のない中年男だと思っている。
薬物の秘密が佐栄子に露見したため、漫画を描かないと宣言した佐栄子の首を絞めて殺そうとする。乱闘の最中に匠をビール瓶の破片で刺し殺そうとした際に光明寺の通報により駆けつけた警察に捕えられ、その後に薬事法違反で逮捕される。
甲斐澤道子（21）
コンビニエンスストアアルバイトの女性。綾と留梨花の元同級生であったが、彼氏のトオルと別れて大学に居辛くなったことが原因で大学を中退し、現在は地元・大井島のコンビニで働いている。容姿は綾と留梨花に比べてややおとなしめである。実は留梨花にトオルを盗られただけではなく、トオルから贈られた誕生日プレゼントの腕時計も奪われ、留梨花に恨みを持っている。今回の旅行も綾と結託し、留梨花に仕返しするための企てである。綾と留梨花の前に落とし穴を作り、落とし穴の中には丸い鏡を用意していた。
留梨花に面白い場所があるかと聞かれた際に、島の西側の洞窟にある鏡守りの怪談話をして留梨花を怖がらせる。留梨花が穴に落ちた後、ロープを探しに行くふりをしていたところ、綾と一緒に走馬灯株式会社にたどり着く。そこで綾と道子ともに自分たちの人生の映像を見ると、綾が留梨花に道子の容姿に関する悪口を話すこと、綾が道子の鞄から腕時計を盗んだことが映し出される。
走馬灯株式会社で映像を観たことにより互いの本性を知った道子と綾は走馬灯株式会社からロープを借り、留梨花が落ちた穴にたどり着くが、そこには誰もいなかった。2人は互いを責め合い始め、やがて口論となり、殴り合いに発展するが、その最中に本物の鏡守りにより2人とも呪い殺される。
佐内綾（21）
女子大生。道子に誘われて大井島に遊びに来て、海を楽しむ。元彼の陽一が留梨花に寝取られたと思い、大ゲンカして別れた過去があるため、留梨花に恨みを持っているが、表向きは友達として振舞っている。道子の作戦では留梨花を大井島に連れ込む役である。
留梨花が穴に落ちた後、道子とともに走馬灯株式会社にたどり着く。そこで道子の人生の映像を観ると、道子こそが陽一と寝た女であることが映し出される。
走馬灯株式会社で道子と共に自分たちの人生の映像を観たことにより互いの本性を知ったことに起因する喧嘩の最中に本物の鏡守りにより道子共々呪い殺される。
皆川留梨花（21）
女子大生。綾に誘われて一緒に大井島に来て、海を楽しむ。怖がりであるが怖いものが好きな性格。男に関してイケメンにしか興味がなく、海の家の従業員の青年に明日の夜に一緒に遊ぼうとナンパされた際に、彼氏と合流すると嘘を吐く。道子からトオルを盗ったことについて、道子には何も言っていない。
道子の鏡守りの話には興味津々で、立入禁止の看板も無視して2人を連れ、鏡守りがある場所を目指して進むが、満潮により帰り道がなくなる。岩場で通る船を待っている間に、強い風が吹き、綾に近くの洞窟に入ろうと促され、道子が仕掛けた落とし穴に落ちる。穴の中にあった丸い鏡から、鏡守りの話を思い出してその鏡の中から鏡守りの2人の女がずっと自分を見つめていると感じる。恐怖を感じた梨花は絶叫するが、ロープを探しに行った道子と綾は戻ってこない。
その後、見回りをしていた島の青年たちに救出される。青年たちの中にいた海の家の青年から本来の鏡守りの伝説の詳細を聞き、自分が落ちた穴とそこに置かれた鏡が道子と綾の仕掛けたものであると察し、そのまま青年たちを飲みに誘う。
島村新太（23）
暴力団・光矢組の組員。
死んだふりが唯一の特技であるが、裏社会においてはあまり役に立たない男である。佐倉征二という兄貴分がおり、彼に憧れて高校の時代からずっと同じ道を歩み、光矢組に入ったのも征二の紹介である。
ある日、新太は光矢組の事務所に呼び出され、白池組の親分へ風呂敷に包まれた挨拶代わりのプレゼントを届けるように指示される。しかし、島村は地図を見間違え、走馬灯株式会社を白池組の組長の屋敷と誤認して入る。島村は神沼を姐さんと思い込み、プレゼントを渡したが、その箱の中身は空であった。実はすべてが光矢組の組長の計画であった。光矢組と敵対関係にある友神会の若頭が征二に射殺されたが、友神会は既にその犯人を光矢組の組員と目星をつけて犯人の差し出しを要求する。そのため、光矢組の組長は、友神会の若頭射殺は組を破門された者が勝手にやったことと抗弁するため、組のなかで一番役に立たない新太を差し出そうと考え、征二には舎弟関係より組の事情を優先するよう話す。征二はそれを了承し、友神会側が光矢組の事務所に直接乗り込み犯人の差し出しを要求してきたため征二は破門された者を殺すと自ら申し出る。その状況を走馬灯株式会社で征二の人生の映像を通じてリアルタイムで視聴していた新太は携帯電話で征二に接触し、また神沼に征二も走馬灯株式会社に入館できるよう頼み込む。新太は征二と合流した後、征二に射殺される芝居を演じ、征二を尾行していた友神会の目を欺く。征二は新太との舎弟関係より組の事情を優先しようとしたことを新太に詫びるが、新太は征二に自分が征二のために役に立つのなら自分の死をもいとわないとして、特に気にしてはいないことを告げる。
表向き死んだことになった新太は、征二への恩返しとして走馬灯株式会社で征二の人生のディスクを守るため征二の人生をリアルタイムに注視しながら、走馬灯株式会社に一生留まることを決意する。
北澤亜梨沙（24）
実家住まいのOL。成人後も父親から門限まで設定され、生活を厳格に管理されている。父親の目を盗んで同じ会社の営業部の斉川準也と付き合っているが、ある日、斉川とセックスした後に突然彼に別れを告げる。実は亜梨沙は最初の男を忘れられず、新しい恋人ができてもすぐに満足できなくなり、恋人との別れを繰り返していた。
最近は雨宮という見知らぬ男からストーカー行為を受けるのみならず、斉川をはじめとして過去に付き合っていたことがある同じ会社の3人の男性が次々と行方不明となる。また、大学時代のサークルの同窓会の場で、元彼の小清水も誰かに車で拉致されたことを知る。また中学校時代の元彼の山口にも連絡がつかなくなり亜梨沙は徐々に恐怖を感じ、街中を彷徨っていた際に雨宮に遭遇し、無理矢理車に乗せられる。車中で雨宮が走馬灯株式会社のことについて話し始める。
雨宮は駅前のコンビニで亜梨沙と目が合って以降、彼女に対するストーカー行為を始めた。雨宮はある日、走馬灯株式会社に入り、自分の人生を見た後、亜梨沙の人生の映像を観たいと神沼に申し出したが、神沼から雨宮と亜梨沙の間には人生の接点がないため雨宮に亜梨沙の人生の映像を視聴させることはできないこと、また亜梨沙の人生の映像はほかの人物が観ている最中であることを告げられた。雨宮はその人物の視聴室の窓から覗き見て亜梨沙の映像の内容を確認した後、その人物を尾行し、その人物の居場所である廃ビルとその人物が行っていることのすべてを知った。
廃ビルに連れ込まれた亜梨沙は廃ビルに山口も拉致されていることに気づくと同時に、雨宮から拉致の標的が亜梨沙と肉体関係を結んだ男性であることを告げられる。走馬灯株式会社で雨宮より先に亜梨沙の映像を見ていた人物がいる部屋にたどり着くが、山口は既に殺されていた。亜梨沙の映像を雨宮より先に見ていた人物は斉川であった。斉川は亜梨沙にフラれた後、走馬灯株式会社で彼女の過去を見て、彼女と肉体関係を持った男性を全員始末しようと行動していたのだった。亜梨沙に刃物をちらつかせながら強姦に及ぼうとする斉川を雨宮は鉄パイプで殴り殺す。斉川の計画に早い段階で気づいた雨宮は、亜梨沙と肉体関係を結んだ男性が全員始末された後に自分が亜梨沙と性交しようと画策していたのだった。
茫然自失の亜梨沙は走馬灯株式会社の存在をまだ信じられずにいたが、部屋の奥に並べられた過去の男性たちの遺体を見てその中に自分と一夜限りで寝た男や亜梨沙の最初の男である自分の父親の遺体があったことで走馬灯株式会社が存在することに納得する。
立花翔吾（20）・霧島幸大（20）
プロボクサー。かつては同じ学校に通い、同じジムに所属していた仲間同士であったが、立花が好意を抱いていた女性・望美が霧島と付き合っていることを知ってから別のジムに移った。立花はでかい口を叩く癖があるが、東日本新人王の決勝試合で3ラウンド2分20秒で霧島に倒された。試合ののち練習を再開した立花は気分転換のために近くの公園に行ったところで霧島と再び出会う。余裕のある霧島の様子に不満をぶつけた立花はその場にいた羽宮理乃を不用意に突き飛ばしたため、立花・霧島の2人ともに走馬灯株式会社に案内される。かなりの女好きである霧島は調子に乗り、立花を連れて走馬灯株式会社に入る。
そこで2人は立花の人生の映像を観て、学校での2人の初対面や過去に一緒に練習した光景を楽しんだが、霧島が自分の人生の映像を観ようとしたところで立花から観るのをやめた方がよいと言われる。言葉の意味がわからないまま霧島が自分の人生の映像を見ると、霧島が立花との試合の前までのことしか覚えていないことが映し出される。霧島は決勝試合の少し前、以前にクラブでナンパした女性の彼氏から報復に遭い、その際に階段から落ちて頭を打った。そのことから前向性健忘を発症し、医師と妻の望美からボクシングをやめるよう勧められたが、ずっと立花との試合に向けて練習していた。霧島の人生の映像を観た後の立花の冷静な態度に霧島は不審を抱き、立花の人生の映像を観ると、立花は霧島が前向性健忘であることを望美から伝えられていたこと、決勝試合が行われ霧島が立花に勝っていたことが映っていた。霧島は八百長により自尊心を傷つけられたとして走馬灯株式会社の視聴室で立花との対戦を要求し、再び立花を倒す。視聴室での対戦の後、立花は自分が倒される振りができるほど器用ではなく実際に決勝試合での霧島の技量が自分より勝っていたことを霧島に告げるが、霧島は目の前にいる人物が立花であることを覚えていなかった。
のちに世界トーナメントのリングに立った立花は、記憶をなくした霧島のことを思いながら涙を流す。
陣内時枝（45）・光原良子（45）・磯部松代（41）・相崎すみか（39）
他者に厳しく身内に甘い典型的なモンスターペアレントのグループ。そのうち、陣内と光原はリーダー格で、磯部と相崎は取り巻きである。4人の息子は同じ高校に通う同級生で、4人の息子とも学年の10位以内の成績に入っているにもかかわらず、息子の成績が落ちると学校に行ってクレームをつける。学校から帰る途中に相崎の提案で近くの百貨店のバーゲンに行くつもりだったが、着くとそこにあったのは走馬灯株式会社だった。
最初は光原・陣内の人生の映像を4人で見ていたが、光原・陣内のどちらも息子を溺愛しており、特に陣内は息子の悟が中学校時代に体育の授業で足を挫いた時に、家まで送ってきた担任の石田という女性教師に厳しく接し、学校を辞めさせたことがある。その後、陣内と光原は別のソファーに座り、自分たちの息子のことについて語り合う。しかし、磯部の映像を見ていると、4人の息子達が相崎の家で勉強すると言っているが相崎は自分の息子以外の3人が自分の家に上がっていないと言いだす。相崎の映像から息子たちが4人一緒にどこかへ出かけていることを確認した4人の母親たちは自分たちの息子の映像を見始める。そこで4人は息子たちが相崎家の裏山にある小屋に石田を監禁しており、1週間ほど前から毎日暴行していたことが映し出される。
慌てて小屋に向かった4人の母親たちは石田を救出し、石田に警察に行かないように頼むが石田は明確な返答を避ける。石田をこのまま帰らせれば息子の将来が危ういと感じた陣内は鎌を持ち出し、石田を口封じに殺害しようとするが、石田から棒で殴られ逃げられる。4人の母親たちは山の下へ逃げた石田を追う中、明かりが近づいていることに気づき、石田の通報を受けた警察がやってきたと思い、再び小屋の中に入る。しかし、現われたのは警官ではなく4人の息子たちであった。息子たちは小屋のドアを外から塞いだ後、「ママたちがきっと守ってくれる」と言いながら小屋にガソリンを撒き火を付ける。
光明寺輝人（23）
東京で澄川耕作の助手をしている新米探偵。注意力が足りず、よくミスをする。実家は雪国の小さな町にある造り酒屋・光明寺酒造の本家である。
ある日、母から父が倒れたという電話が入り、急遽実家に帰るが、それは息子を実家に帰らせるための策であり、実は翌日の夜に親戚一同が集まる場で、輝人が父親の跡を継ぐとの発表をする段取りだが、探偵を続けることも条件に出される。この1年間、光明寺酒造は誰かによる嫌がらせを受け続けているが、父親は親戚の仕業であることだけはわかっており、真犯人を割り出すことを輝人に頼む。輝人の父は4人兄弟の長男であるため、3人の叔父とその娘たちの中に犯人がいると推測した輝人が雪に覆われる丘に登ったところ、走馬灯株式会社にたどり着く。そこで澄川が追う走馬灯株式会社が実在することと、またかつての同僚である羽宮理乃が走馬灯株式会社で働いていることを確認する。
走馬灯株式会社の館内を調査しようとしたところ、謎の男・桂木に出会い、桂木と共に自分の人生の映像を見ている間に、自分の家族の愛情や絆を再び確認し、涙を流して家に帰る。次の日の朝、父親の命である銘酒・「こうみょう」の醪が樽の中から消える事件が発生する。父親は輝人に調査を依頼するが、輝人は犯人が既にわかっていると言う。夜になると、親戚たちが本家に集まった。食事会の後、輝人は醪を盗んだ者が自分であることを発表する。盗んだ醪は捨てたがそのうち一升瓶1本分だけを残しこの場の料理に使ったことを告げる。それを聞いた一番下の叔父の娘・莉佐子は自分が樽に毒を入れたことをはじめ一連の嫌がらせも自分が行っていたことを話す。本家を継いだ輝人の父が自分の父の考えた醸造に関するアイデアを自分の手柄にしたにもかかわらず、分家を立ち上げた自分たちの儲けが少ないことを馬鹿にすることなどが許せなかったことがその理由だった。しかし、毒入りの酒を料理に使ったとの輝人の言葉は、走馬灯株式会社で親戚たち全員の人生の映像を観て犯人を把握していた輝人が犯人の口から事実を告白させるための策だった。莉佐子の人生の映像を観て樽に毒が入れられているのを知った輝人はガソリンスタンドを経営する自分の同級生に依頼し樽の中の醪をすべてタンクローリーに移していたのだった。莉佐子は、輝人の行動により自分の行為が大事に至らなかったことに感謝し輝人に頭を下げる。
一件落着の後、輝人は一旦東京に戻り、澄川に探偵の仕事を辞め、父親の跡を継ぐと決めたことを伝え、と同時に自分たちの人生が走馬灯株式会社に監視されていることを背文字を用いて澄川に伝える。
桂木卓郎
羽宮の幼なじみ。羽宮からは「タクちゃん」と呼ばれる。幼い頃に羽宮に人生ディスクを破壊されたことにより、居場所がなくなった後、走馬灯株式会社の株主となった。
木奈城正児（55）
新興宗教「木奈城パラダイス教」の教祖。2年ごとの「復活の奇蹟」という儀式で、炎の中に飛び込んだり土の中に埋められたりしても必ず7日後に同じ場所に現れるため、女性だけが入信できる教団内では全知全能の神として崇められる。
「復活の奇蹟」の前日、水城という若い女性信者から、本部で被害者の会として押しかけた人たちともみ合いとなった石塚ら3人の信者が警察に逮捕されたと伝えられ、このままでは教団が崩壊すると考え、金庫から大量の札束を鞄に入れ、教団本部から密かに逃走しようとするが、逃走の途中に走馬灯株式会社に迷い込み、木奈城の後を追った水城ら十数人の信者たちも走馬灯株式会社にやってくる。信者たちの目の前に木奈城の人生の映像が映し出されることにより神々しい経歴が全部虚偽であることが露見することを木奈城は恐れるが、木奈城が思っていた以上に信者たちは信仰深く、映像のどのような場面を見ても自分たちに都合よく解釈して木奈城を偶像視する。一安心した木奈城が自分の高校時代の映像を観ると、女子更衣室を覗いた木奈城が女子生徒たちに見つかり、以降その女子生徒たちのひとりからたびたび金銭を要求され、それに耐えかねた木奈城は女子生徒が家にひとりいるところへ火を放つ。火を付ける木奈城を見て火災から逃げ、頬に火傷の痕が残った女子生徒は木奈城に対し警察に通報しないことと引き換えに木奈城を一生の奴隷にすると言い放った。自分のかつての行いをごまかそうとした木奈城は信者の前で、映像に映る女子生徒を悪魔と呼んで自分の行為を正当化する。その後、木奈城は信者らを連れて教団本部に戻り、警察から逮捕ではなく事情を聞かれたのみで返された石塚らもほぼ同じ頃教団本部に戻る。
「復活の奇蹟」が始まる。木奈城は禊を終えて、手錠をはめられ、鎖で縛られた状態で崖上から押され、海に落ちる。一方、石塚は海底にいる木奈城に渡す酸素ボンベを鞄に入れて近くの浜辺を行く途中、以前石塚の頬に火傷の痕があることを見ていた水城ら3人によって悪魔として絞殺される。実は木奈城を一生の奴隷にすると宣言した女子生徒である石塚こそが教団を牛耳り、「復活の奇蹟」の儀式を考え出し、信者から金を巻き上げていた黒幕だった。木奈城は石塚が殺されたことを知らぬまま海の底に沈む。
南郷祐樹（30）
九州の田舎に出身するIT企業の社長。小学校時代によくいじめられたためコンプレックスがあり、現在は成功者として同級生たちを見下している。また、一緒にイジメを受けたヤックンという同級生が弟を殺した秘密を知り、保身のためにそれを同級生たち伝え、ヤックンを転学に追い込んだ過去もある。
小学校時代の同窓会に参加するため、秘書の田丸を連れて一緒に会場に現れる。横柄な態度で同級生たちに接するため反感を買われ、トイレに行く途中で君枝という同窓の女性にセクハラを働き、トイレから戻った際、君枝の提案で同窓会に出席していた全員から置いてきぼりを食らわされる。二次会の会場を探している途中で、廃神社にある走馬灯株式会社に田丸とともにたどり着く。
自分の人生の映像を観ながらヤックンを裏切ったことについて、ずっと後悔し続けていると言いながら涙を流す。しかしヤックンが転学した後、イジメのターゲットが自分一人に絞られたこともあり、ヤックンをずっと恨んでいた。また田丸の正体がヤックンであることを知り、田丸を扼殺しようとしたが、逆に田丸に殺される。
田丸
南郷の秘書兼運転手。南郷からは何事に付け叱責を受ける。その正体は南郷の小学生時代の同級生であったヤックンこと矢島一。
小学校時代に南郷に裏切られたことで南郷を恨み、正体を隠して南郷に接近し、秘密裏に南郷の不倫や脱税の証拠を集めて彼の身の破滅を企んでいるが、走馬灯株式会社で南郷が自分の映像を観た時に涙を流し、ずっとヤックンを裏切ったことを後悔していると言ったことに動揺し、南郷を心から許す。だが、自分が矢島であること知った南郷から手で首を絞められ殺されそうなるが、石で南郷のこめかみを打って殺害する。
最後は血塗れの状態で二次会の会場に現れ、自分がヤックンであることを同級生たちに打ち明けながら何事もなかったかのようにビールを飲み始める。
荒井つかさ（18）・森実咲（17）
高校生。互いに相手のことを「つっつ」「みさきんぐ」と呼ぶ。密かに芸能活動をしていることが同級生に露見し、同級生から次週までに20万円を持ってくるよう要求される。
金の工面について2人で話し合ううち、街のコインロッカーから赤ん坊の「ひなの」を発見する。実咲は警察に通報しようするが、ひなのに添えられていたメモに警察に知らせないでほしいと書かれていたため、家族が旅行で不在であるつかさの家で保護することになる。2人は交代で、ひなのの世話をするが、一週間が経った頃、つかさは実咲から電話で呼び出され、ひなのを抱きながら走馬灯株式会社にたどり着く。
つかさは幼いとき自転車に乗ったまま近所に家に突っ込んだことからそれ以降自転車に乗れないこと、実咲は幼いとき自分の姉相手に一方的にボクシングごっこをして姉の前歯を折ったことなど2人はそれぞれの人生の映像を一緒に観ながら楽しんだ後、ひなのの母親を探り出すためにひなのの人生の映像を見始める。そこで、2人は、ひなのの父親の男性が、男性の元恋人であり警察の上層部に所属する女に殺され、ひなのの母親とひなのもその女から命を狙われていることを知る。ひなのの人生の映像に映っていた母子手帳を手がかりに2人は逃亡しているひなのの母親に連絡を取るが、ひなのを迎えにつかさの家に現われたのは警察上層部の女だった。ひなのの母親は既に女に拉致され、2人がひなのの母親に連絡した際に応対したのはこの女である。女はひなのを奪うため2人を殺そうするが、実咲の拳で前歯を折られ、警察の押収品から持ち出した拳銃を実咲に向けるが、つかさが乗るバイクに体当たりされ意識を失う。のちにひなのの母親は無事に救出される。ひなのを守り切ったことで勇気を得たつかさと実咲は、その後の学校での朝礼の最中に全校生徒の前で芸能活動を続けることを宣言する。
月岡亜季（23）
コンビニでアルバイトをしている女性。彼氏でバイト仲間である室口洋介に誘われ、町内会が主催する夏祭りのお化け屋敷で幽霊役をさせられる。洋介もドクロのゴムマスクをつけて落ち武者に扮する。だが、お化け屋敷の出来と人入りはいまひとつで、2人とも暇を持て余す。そんな中、洋介は亜季を誘って近くの丘に登り、夏祭りの様子を眺める。そこに神沼が現れ、2人を走馬灯株式会社に案内する。
自分の映像を見ている途中、亜季は隣にいるゴムマスクをつけた落ち武者に違和感を覚える。それは洋介ではなく、2人の間のことについて詳しく知る他人であることに気づく。亜紀は落ち武者から突然別れを告げられる。驚いた亜季は走馬灯株式会社のフロントに頼みこっそり忍び込ませた金槌で落ち武者の頭を打ち、気を失った落ち武者のゴムマスクを脱がせ、落ち武者に扮していたのが見覚えのない男性と知る。そこで亜季は洋介の人生のディスクの視聴を申し込む。
実は亜季は洋介に対する執着が強く、洋介はずっと以前から彼女から解放されたいと考えていた。以前、洋介が試しに別れ話をした時に亜季は包丁を持ち出して洋介を脅した。これに怯えた洋介は町で偶然に出会った先輩の男性にこのことを相談した際、先輩から今回の計画を持ち出された。すべてを知った亜季は怒りの頂点に達し、自分の隣にいる洋介の先輩の男性を金槌で殴り殺した後、そのまま自分が落ち武者に扮して近くの丘で先輩の男性を待っていた洋介を殺害する。その後、亜季は2人の遺体をお化け屋敷に飾り、入場した客たちを怖がらせる。

## 走馬灯株式会社について
- 基本的にはどこかの山中にあるきれいな洋館風の建物の中にある。しかし、エピソードによっては客が都会の中でたどり着いたり、本来何もなかった場所に出現するなど、その実態は不明。
- 館内にはいくつかの個室があり、中には巨大な薄型モニターとDVDレコーダーが設置されている。食事はフロントに電話することで届けられ、バスルームもあるなど万全の態勢で映像を観ることができる（インターネットカフェに近い）。滞在期間の制限は一切ない。
- 「人生の映像」は客の視線そのものを映像に記録している。1年につき1枚分のDVDとして収められており、客の生まれてから現在までの年数分のDVDが手渡される（現在20歳の者なら20枚のDVDになる）。リアルタイムで記録されるため、最終巻の終盤は現在客が目で見ている映像となる。
- DVDは名前で分類されており、旧姓や偽名の場合はその名前で過ごした期間ごとにDVDに収められる。
- 手渡されたディスクの映像を全て観る必要はないが、実際にディスク1枚につき1年分の映像が記録されているため早送りを駆使しても数週間ほどの時間を要する。
- 希望すれば、自分に関わりのある他人の人生の映像を観ることができる。この場合、その人物の名前と生年月日を知っていなければ観ることはできない。また、最後の部分（つまりその人物が今見ている光景）を見ることで、リアルタイムでその人物が何を見ているのかを知ることもできる。
- すでに死亡した人物や人間以外の動物の「人生の映像」も所蔵している。
- 死者は「人生の映像」を視聴することができない。
- 走馬灯株式会社に入れるのは走馬灯株式会社が入館を認めた人間のみであり、これを満たしていない人物は館を目の前にしていても神沼により入館を拒否される場合がある。
- 走馬灯株式会社のDVDや映像を走馬灯株式会社から持ち出すことはできない（テレビドラマ版ではDVDをケースごと無断で持ち出しても走馬灯株式会社の外に出るとケースからディスクのみが消えているとの描写がある）。他媒体（携帯電話の動画機能での撮影など）で記録しても走馬灯株式会社を出ると観ることはできない。
- DVDは世界に1枚しかないため、他者がそのDVDを視聴しているときは一緒に観るなどしない限り視聴することができない。
- 「人生の映像」を視聴することによって生じた問題・事件・心の傷などに関して、走馬灯株式会社は一切関知しない。DVDに収められた事件の映像を神沼が見ても警察などへの通報や告発はしない。
- DVDを破壊した場合、そのDVDに収められていた「人生」が消滅し、その間に発生していたその者に対する他者の記憶も全て消える。ただし、破壊されたDVDの人生の当人および、DVDを破壊した人物の記憶からは消えない。
- 走馬灯株式会社の建物は実体は現代におきながら、過去の時空に対して出現する場合もある。またDVDが存在しない時代にも出現しているが、その場合でもDVDを媒体としている。
- 自分の人生が映ったDVDが何らかの理由で破壊された場合は、DVDに収録された人物の人生そのものが消滅するが、その人物は走馬灯株式会社の「株主」になる権利を得る。

## 書籍情報
- 菅原敬太『走馬灯株式会社』 双葉社〈アクションコミックス〉、全10巻
  1. 2010年1月28日第1刷発行（同日発売）、ISBN 978-4-575-83711-7
  2. 2010年7月28日第1刷発行（同日発売）、ISBN 978-4-575-83795-7
  3. 2011年1月28日第1刷発行（同日発売）、ISBN 978-4-575-83863-3
  4. 2011年7月28日第1刷発行（同日発売）、ISBN 978-4-575-83933-3
  5. 2012年1月28日第1刷発行（同日発売）、ISBN 978-4-575-84025-4
  6. 2012年7月12日第1刷発行（同日発売）、ISBN 978-4-575-84108-4
  7. 2012年11月28日第1刷発行（同日発売）、ISBN 978-4-575-84161-9
  8. 2013年5月28日第1刷発行（同日発売）、ISBN 978-4-575-84240-1
  9. 2013年12月27日第1刷発行（同日発売）、ISBN 978-4-575-84327-9
  10. 2014年6月27日第1刷発行（同日発売）、ISBN 978-4-575-84436-8

## テレビドラマ
2012年7月16日から9月17日までTBSのドラマNEO枠（毎週月曜日24:20 - 24:59 (JST)）で放送。香椎由宇は本作が第一子出産後の女優復帰作で、連続ドラマ初主演となる。
キャッチコピーは、「見なければよかった。自分の一生を記録したDVDから崩壊が始まる。」。テレビドラマ版の監督には、『トリハダ〜夜ふかしのあなたにゾクッとする話を』などのホラードラマを監督した三木康一郎が起用され、テレビドラマ版のキャッチコピーも三木の発案である。原作に比べて多くが悲劇もしくは後味の悪い結末が用意されたものとなっている。エンディングテーマが流れる段階では原作準拠もしくは比較的予定調和の結末だが、不意にエンディングテーマが途切れてバッドエンド展開となる構成の作品もある。
最終回は実質それまでの総集編のような構成になっている。

### あらすじ
劇中冒頭はそのエピソードの主人公に関係するDVD映像が流れ、神沼の不敵な笑みから物語が展開していく。
「走馬灯株式会社」と刻印された看板を掲げた雑居ビルのドアや古びた廃墟などに入ると主人公の過去の記憶が一瞬だけ蘇り、意識を取り戻すとエレベーターに乗っていた。 
そして、エレベーターの扉が開き、外観と相反して綺麗なマンションの一室にたどり着くと、走馬灯株式会社の社員を名乗る女性が待っていた。
「当社では自身が歩んできた過去の人生を顧みることができる映像商品を扱っています」とその女性は話す。
自分自身の人生を顧みる本人の映像だけではなく、その本人に関わりある人物（原作と異なり、名前についてフルネームが判らなければニックネームや苗字のみで可、生年月日については問われない）の映像を見ることも可能である。

### キャスト（テレビドラマ）

#### 走馬灯株式会社
- 神沼 - 香椎由宇

#### ゲスト
- 第1話
  - 関 隆広 - 窪田正孝（幼少期：須田瑛斗）
  - 立花 結子（隆広の婚約者） - 梶原ひかり
  - 宮本 圭介（隆広の幼なじみ） - 千代将太
  - 関 広子（隆広の母親） - 横山めぐみ
- 第2話
  - 堤 友樹 - 柏原収史
  - 堤 梨穂（友樹の妻） - 松本莉緒
  - 中田 サヤカ（友樹の部下・派遣社員） - 手島優
- 第3話
  - 多岐川 理央 - 岩佐真悠子（幼少期：石井心愛）
  - 小泉 隼人（理央の彼氏） - 石田卓也（幼少期：山田日向）
  - 沼田 しのぶ（理央の友人） - 藤井美菜（幼少期：菊地麻衣）
  - 多岐川 竜兵（理央の父親） - 音尾琢真
  - 女将（二笑村温泉旅館） - りりィ
- 第4話
  - 妹尾 舞 - 岡本玲
  - 妹尾 雅彦（舞の父親・ファッションデザイナー） - 辻本一樹
  - 伊勢原（臓器ブローカー） - 吉増裕士
  - 里美（舞のバイト仲間） - 岸明日香
  - 影山 六郎（ホームレス） - 佐戸井けん太
- 第5話
  - 柳井 研二（綾瀬中央警察署刑事課刑事） - 山中聡
  - 柳井 恵（研二の妻） - 馬渕英俚可
  - 沖島 夏子（昭造の妻） - 宮田早苗
  - 沖島 昭造（綾瀬中央警察署刑事課元刑事） - 渡辺哲
- 第6話
  - 雪村 静香（エッセイスト） - 佐藤江梨子（幼少期：野村ゆあ）
  - 風間 美沙子（出版社記者） - 佐藤仁美
  - 土井 和孝（雪村のマネージャー） - 小村裕次郎
  - TV局記者 - 小栗山晃市
- 第7話
  - 今泉 安彦（メデシン製薬臨床管理部第一臨床課） - 平田満
  - 今泉 照美（安彦の妻） - 山下容莉枝
  - 今泉 明（今泉家長男） - 菊田大輔（幼少期：島田岳）
  - 今泉 奈々（今泉家長女） - 岡野真也（幼少期：伊東心愛）
  - 今泉 純子（今泉家次女） - 國光真央
  - 山下（警視庁調布南警察署刑事課刑事） - 土屋裕一
- 第8話
  - 笠木 修道（第136回直木賞作家・著書「夜に哭く」） - 堀部圭亮
  - 長澤 比佐志（笠木のアシスタント） - 郭智博
  - 笠木 陽子（修道の妻） - 濱田万葉
- 第9話
  - 杉浦 克巳（記憶を亡くした男） - 橋本さとし
  - 野々村 玲子（杉浦の部下） - 能世あんな
  - 峯田 耕平（峯田診療クリニック・精神科医） - 田中要次
  - 杉浦 由実（克巳の妻） - 菊池麻衣子
- 最終話
  - 黒瀬 由香（雑誌記者） - 芦名星
  - 電話の声（黒瀬の上司） - 小路さとし

### スタッフ
- 原作：菅原敬太『走馬灯株式会社』（双葉社 / アクション連載中）
- 脚本：猪原健太、橋本博行、徳尾浩司
- 音楽：Jirafa
- 音楽コーディネーター：溝口大悟
- 演出：三木康一郎、筧昌也、宮下健作
- 演出補：宮下健作
- デザイン監修：原田沙奈子、山本麗子（Le abel / 第4話）
- チーフプロデューサー：杉山剛 （ソニー・ミュージックエンタテインメント）、十二竜也、加藤新
- プロデューサー：槙哲也、河野美里（ホリプロ）
- アソシエイトプロデューサー：杉浦美奈子
- 特別協力：ソニー・ミュージックエンタテインメント
- 制作協力：ホリプロ
- 製作著作：TBS

### 主題歌
- 2AM「For you〜君のためにできること〜」（アリオラジャパン）[2]

### 放送日程
| 各話                                                      | 放送日（TBS） | サブタイトル                    | 脚本              | 演出       |
| --------------------------------------------------------- | ------------- | ------------------------------- | ----------------- | ---------- |
| DISC1                                                     | 2012年7月16日 | 関隆広（23）                    | 猪原健太          | 三木康一郎 |
| DISC2                                                     | 2012年7月23日 | 堤友樹（28）                    | 猪原健太          | 三木康一郎 |
| DISC3                                                     | 2012年7月30日 | 多岐川理央（22）                | 猪原健太          | 宮下健作   |
| DISC4                                                     | 2012年8月06日 | 妹尾舞（20）                    | 橋本博行          | 宮下健作   |
| DISC5                                                     | 2012年8月13日 | 柳井研二（40）                  | 橋本博行          | 筧昌也     |
| DISC6                                                     | 2012年8月20日 | 雪村静香（32）                  | 猪原健太          | 宮下健作   |
| DISC7                                                     | 2012年8月27日 | 今泉安彦（49）                  | 猪原健太          | 三木康一郎 |
| DISC8                                                     | 2012年9月03日 | 笠木修道（42） 長澤比佐志（26） | 徳尾浩司 猪原健太 | 三木康一郎 |
| DISC9                                                     | 2012年9月10日 | 杉浦克巳（40）                  | 猪原健太          | 三木康一郎 |
| DISC10                                                    | 2012年9月17日 | 黒瀬由香（27）                  | 猪原健太          | 三木康一郎 |
| 平均視聴率 2.3%（視聴率は関東地区・ビデオリサーチ社調べ） |               |                                 |                   |            |

### ネット局・放送時間
| 放送対象地域   | 放送局              | 放送期間                 | 放送日時           | 備考       |
| -------------- | ------------------- | ------------------------ | ------------------ | ---------- |
| 関東広域圏     | TBSテレビ（TBS）    | 2012年7月16日 - 9月17日  | 月曜 24:20 - 24:59 | 製作局     |
| 静岡県         | 静岡放送（SBS）     | 2012年7月16日 - 9月17日  | 月曜 24:20 - 24:59 | 同時ネット |
| 中京広域圏     | 中部日本放送（CBC） | 2012年7月23日 - 9月24日  | 月曜 24:50 - 25:30 | 7日遅れ    |
| 岡山県・香川県 | 山陽放送（RSK）     | 2012年7月30日 - 10月1日  | 月曜 23:50 - 24:30 | 14日遅れ   |
| 近畿広域圏     | 毎日放送（MBS）     | 2012年7月24日 - 10月2日  | 火曜 26:40 - 27:20 | 15日遅れ   |
| 石川県         | 北陸放送（MRO）     | 2012年7月30日 - 10月8日  | 月曜 24:25 - 25:10 | 21日遅れ   |
| 鹿児島県       | 南日本放送（MBC）   | 2012年7月30日 - 10月15日 | 月曜 24:10 - 24:50 | 28日遅れ   |
| 宮崎県         | 宮崎放送（MRT）     | 2012年9月3日 - 11月5日   | 月曜 24:55 - 25:34 | 49日遅れ   |
| 長野県         | 信越放送（SBC）     | 2012年9月7日 - 11月9日   | 金曜 24:50 - 25:30 | 53日遅れ   |
| 北海道         | 北海道放送（HBC）   | 2012年9月9日 - 11月11日  | 日曜 24:56 - 25:35 | 55日遅れ   |
| 愛媛県         | あいテレビ（ITV）   | 2012年9月10日 - 11月12日 | 月曜 23:50 - 24:29 | 56日遅れ   |

| TBS ドラマNEO                                          | TBS ドラマNEO                              | TBS ドラマNEO                                |
| 前番組                                                 | 番組名                                     | 次番組                                       |
| ------------------------------------------------------ | ------------------------------------------ | -------------------------------------------- |
| 放課後はミステリーとともに （2012年4月23日 - 6月25日） | 走馬灯株式会社 （2012年7月16日 - 9月17日） | イロドリヒムラ （2012年10月15日 - 12月17日） |

## 舞台
同名タイトルでの舞台化作品が、劇団た組。公演として、2016年3月に池袋シアターグリーンBOXinBOXで上演予定。舞台版では原作をもとにしたオリジナルストーリーとなる。脚本を廣瀬はつき、演出を加藤拓也が担当。

### キャスト（舞台）
- 中村 - 中江友梨（東京女子流）[4]
- 神沼 - フォンチー[5]
- 中村の母 - 岡田純子[5]

### スタッフ（舞台）
- 脚本 - 廣瀬はつき
- 演出 - 加藤拓也
- 音楽 - あいき堂